# 雙林城隍廟
1°19′48″N 103°51′23″E / 1.3298864039908251°N 103.85646607975957°E
雙林城隍廟位於新加坡大巴窑的蓮山雙林禪寺旁，亦歸該寺管轄:695。該廟原稱「廣福宮」，依廟中「廣福宮緣碑」的立石年代可推測該廟落成於1903年左右:696。主祀城隍爺、陰差大、二爺伯（即七爺八爺）、孝子三爺伯，此外還許多道教神祇:695。這是由於過去因房屋搬遷或空間不足的緣故，不少信徒將家中供奉的神明恭請到城隍廟祭拜，久而久之就留在廟中恭大眾參拜:695。
大殿上方有一古匾「英靈千古」，由戴元吉於1914年敬謝:698。

## 祀神
雙林城隍廟正殿中央主祀都府城隍（又稱「城隍公」、「城隍威靈公」），兩旁陪祀天后聖母、註生娘娘，前方的供桌則供奉月下老人、觀音、媽祖，而大殿兩旁立有大爺伯、二爺伯（七爺八爺）的神像:697。龍邊神龕主祀地藏王菩薩，虎邊神龕則主祀玉皇大天尊:697。

## 宗教活動

### 拜虎爺
驚蟄日的時候，城隍廟會有拜虎爺（白虎）的活動，祈求化除厄運及一整年的運勢亨通:702。而該活動除了拜虎爺公之外，還要拜金雞與青蛇:702。祭拜時所需的完整祭品有豬肉（或豬油）、綠豆（或芝麻）、生蛋（雞蛋鴨蛋均可）、茶葉、神料（米棗）、虎爺紙、貴人金、香燭、紙錢等等:702。其中豬肉或豬油是祭拜虎爺、綠豆或芝麻是用來拜金雞，生蛋則是拜青蛇:702。不過雙林城隍廟因華人忌諱蛇的習俗，將青蛇改成「青龍公」，與虎爺公相望:703。

### 拜天狗
城隍廟中供奉有天狗神，一說即是哮天犬，也有說法認為與十八王公中的狗神類似:706。由於天狗帶凶煞與惡運，與之犯沖的生肖要前往祭拜消除惡運:706。

## 其他
大爺伯、二爺伯的神像嘴邊有烏黑痕跡，據說是過去信眾認為大爺伯、二爺伯喜歡吸鴉片，為求庇護而塗上鴉片膏供奉:697。此外孝子公（三爺伯）的神像也有類似情形:697。而由於鴉片已屬違法毒品，所以後來信徒改供奉香菸代替:697。
雙林城隍廟附近有一間廟宇名為「普忠廟」（供奉文天祥、張世傑、陸秀夫等「大宋三忠王」），廟方說該廟的虎爺是「黃」、「紅」、「黑」，是要「救人」的:705。而城隍廟的虎爺是「青」、「白」，是要「消災」的虎爺:705。黃文車表示在城隍廟中未見到青色虎爺，但是廟中的「青龍公」也屬於虎爺信仰的一部份:706。